# Cinéma luxembourgeois
Cet article recense l'ensemble des productions cinématographiques tournées au Luxembourg.

## Films de fiction luxembourgeois tournés au Grand-Duché de Luxembourg
- L'amour, oui! mais...(1970) de Philippe Schneider
- Wat huet e gesot? (1981) de  Paul Scheuer,  Georges Fautsch et Maisy Hausemer
- When the Music's Over (1981)  d'Andy Bausch  (8 mm)
- E Fall fir sech (1984) de  Menn Bodson et Marc Olinger avec Josiane Peiffer et René Pütz
- Congé fir e Mord  (1983)  de  Paul Scheuer avec Josiane Peiffer et Paul Scheuer
- Déi zwéi vum Bierg (1985) de  Menn Bodson, Gast Rollinger et Marc Olinger avec  Fernand Fox
- Gwyncilla, Legend of Dark Ages (1986) d'Andy Bausch avec  Géraldine Karier et Thierry Van Werveke
- Die Reise das Land  (1986) de  Paul Kieffer et Fränk Hoffmann  avec Mathias Kniesbeck et André Jung (acteur)
- Troublemaker (1988) d'Andy Bausch avec  Thierry Van Werveke et Jochen Senf
- De falschen Hond (1989) de  Menn Bodson, Gast Rollinger et Marc Olinger avec  André Jung
- Mumm Sweet Mumm (1989) de Paul Scheuer, Georges Fautsch et Maisy Hausemer avec Josiane Peiffer
- A Wopbopaloobop A Lopbamboom (1989)  d'Andy Bausch avec Désirée Nosbusch, Sabine Berg  et Thierry Van Werveke
- Schacko Klak (1990) de   Paul Kieffer et  Fränk Hoffmann avec André Jung, Paul Greisch et Myriam Muller
- Hochzäitsnuecht  (1992) de  Pol Cruchten avec  Myriam Muller et Thierry Van Werveke
- Dammentour (1992) de  Paul Scheuer, Georges Fautsch et Maisy Hausemer avec  Josiane Peiffer et Germain Wagner
- Three Shake-a-leg-steps to Heaven (1993) d'Andy Bausch  avec  Thierry Van Werveke, Udo Kier, Eddie Constantine et Désirée Nosbusch
- Back in Trouble (1997) d'Andy Bausch avec Thierry Van Werveke et Moritz Bleibtreu
- Elles (1997) de  Luis Galvão Teles avec  Miou-Miou, Marthe Keller et Marisa Berenson
- Le Club des chômeurs  (2001) d'Andy Bausch  avec  Thierry Van Werveke, André Jung et Myriam Muller
- Dog Soldiers (2002) de Neil Marshall
- Rendolepsis (2003) de  Marc Barnig
- La revanche (2004) d'Andy Bausch avec  Thierry Van Werveke, André Jung et Sascha Ley
- Renart le renard (2005) de Thierry Schiel
- Zombie Film (2005) de Patrick Ernzer et Mike Tereba
- Nondidjeft (2005) de Max Mertens et Pitt Mertens
- Perl oder Pica (2006) de Pol Cruchten
- E Liewe laang (?)
- Who's Quentin? (2006) de Sacha Bachim
- So mol honnert (2006) de Max Mertens et Pitt Mertens
- Les Gars (2013) de Adolf El Assal
- Mammejong (2015)  de Jacques Molitor (lb) avec Max Thommes, Myriam Muller et Maja Juric
- Sawah (2019) de Adolf El Assal
- Poison (2024) de Désirée Nosbusch

### Liste de courts métrages
- Les danseurs d'Echternach (1947) de Evy Friedrich
- Stefan (1982) de Andy Bausch
- Lupowitz (1982) de Andy Bausch
- Die lezte Nacht  (1983) de Andy Bausch
- Cocaïne Cowboys (1983) de Andy Bausch
- One-Reel Picture Show (1983) de Andy Bausch
- Van Drosselstein  (1984) de Andy Bausch
- ... der Däiwel  (1984) de Andy Bausch
- d'sandauer (1993) de Christian Delcourt
- Sniper (1994) de Pol Cruchten
- La Cour des Miracles (1998) de Micaele Chiocci et Patrick Védie
- Verrouillage central (2001) de Geneviève Mersch avec Serge Larivière (11 min)
- Un combat (2002) de Christophe Wagner
- W (2003) de Luc Feit avec Boris Bertholet et Marja-Leena Juncker
- Something About Pizza (2005) de Olivier Koos (7 min)
- The Plot Spoiler (2005) de Jeff Desom (45 min)
- La Fameuse Route... (2011) de Adolf El Assal (12 min)
- Mano de Dios (2011) de Adolf El Assal (15 min)
- Mr Hublot (2013) de Laurent Witz et Alexandre Espigares avec les personnages du sculpteur belge Stéphane Halleux. (11 min)

## Liste de documentaires tournés au Grand-Duché de Luxembourg
- 800 Joer Buurg Clierf (1981) de Marc Thoma
- KlibberKleeschenSchueberMaischenAllerHerrgottsNationalSprangKirmes (198) de Paul Scheuer, Georges Fautsch et Maisy Hausemer
- Stol  (1998)  de Claude Lahr
- Histoire(s) de jeunesse(s)  (2001) d'Anne Schroeder
- Les Luxembourgeois dans le Tour de France  (2002) de Paul Kieffer
- L'homme au cigare (2003) d'Andy Bausch
- Heim ins Reich (2004) de Claude Lahr